# Josh Hopkins
William Joshua Hopkins (nacido el 12 de septiembre de 1970 en Lexington, Kentucky, Estados Unidos) es un actor estadounidense.

## Carrera
Hopkins se unió a la cuarta temporada, y última de New York Undercover en 1998. En 1999, Hopkins protagonizó en el vídeo musical de Alanis Morissette, "Unsent". Hopkins interpretó a Paul Allen en la película de 1999 Pirates of Silicon Valley, y Raymond Milbury en la serie de televisión Ally McBeal (2001 a 2002), probablemente su papel más famoso hasta la fecha. Interpretó a un mujeriego, Charlie Babcock, en la serie de televisión Pepper Dennis (2006). Luego trabajó con Calista Flockhart cuando tuvo un papel recurrente en Brothers & Sisters. También tuvo un papel semi-regular como Peter Manning en el drama cancelado de FOX Vanished (2006).
En 2005, Hopkins fue invitado en el show Bones como el exprofesor y amante de Temperance Brennan, Michael Stires, en el episodio "The Girl in the Frigde". También estuvo en CSI: Miami. En la temporada 1 de la serie Cold Case, Hopkins interpretó el papel del asistente fiscal Jason Kite. El show fue especialmente notable por la química en la pantalla entre el personaje de Hopkins y la detectiva Lilly Rush, interpretada por Katheryn Morris.
Hopkins protagonizó el drama de 2008 de CBS Swingtown como Roger Thompson. La serie fue pensada originalmente para la temporada de otoño de 2007, pero se pospuso debido a la huelga de guionistas. Se ha destacado cierta controversia por su retrato de los años 70, incluyendo el matrimonio abierto.
En 2009, Hopkins apareció como el Dr. Noah Barnes en la serie Private Practice, en la temporada 2.
Actualmente interpreta al personaje Grayson Ellis en la comedia Cougar Town, que se estrenó el 23 de septiembre de 2009.
Su película más reciente, Lebanon, se estrenó en marzo en el festival 2010 SXSW Film Festival. Josh interpreta a "Will", un hombre de anuncios de Filadelfia, cuya vida toma un nuevo significado cuando viaja a zonas rurales del Líbano, Georgia, para enterrar a su padre.
En 2015 empezó en la serie Quantico haciendo el papel de Liam O´Connor en la primera temporada

## Vida personal
Hopkins, quién nació en Lexington, Kentucky, es el hijo del excongresista Larry Hopkins y Carolyn Hopkins. Asistió a la escuela de Sayre y jugó al baloncesto universitario.
Durante una entrevista con la estación de radio ZM en Nueva Zelanda, Hopkins exclamó que su equipo favorito de baloncesto era Kentucky Wildcats.
Josh es también dueño de una mascota. En la actualidad, tiene un pastor alemán llamado "Max."
Además de actuar, Josh es también un músico aficionado quién ha grabado varios sencillos originales. Su primer vídeo musical, "Feigning Interest" (dirigido por John Killoran & Matt O'Neil), fue lanzado en línea en octubre de 2006. Cuando se hizo un vídeo presentado en MySpace en junio de 2007, el gran aumento en la exposición dio lugar a cierta controversia en cuanto los espectadores debatían sí la canción fue aparentemente misógina o una sátira amplia a los hombres de una mentalidad de seguimiento (siendo este último el intento de Hopkins según declaraciones). No obstante, la popularidad del vídeo de "Feigning Interest" dio lugar a un gran éxito actuando Hopkins (acompañado por James Marsden) en el festival Lollapalooza en Chicago en agosto de 2007.

## Filmografía
| Año           | Película                                                 | papel                        | Notas                                                     |
| ------------- | -------------------------------------------------------- | ---------------------------- | --------------------------------------------------------- |
| 1996          | Parallel Sons                                            | Marty                        |                                                           |
| 1996          | Paulie                                                   |                              | Película corta                                            |
| 1997          | Stick Up                                                 | Hap                          | Película corta                                            |
| 1997          | G.I. Jane                                                | Flea                         |                                                           |
| 1998          | Silencing Mary                                           | Clay Roberts                 | Película de Televisión                                    |
| 1999          | Pirates of Silicon Valley                                | Paul Allen                   | Película de Televisión                                    |
| 2000          | Love & Sex                                               | Joey Santino                 |                                                           |
| 2000          | Auto Motives                                             | Nigel                        | Película corta                                            |
| 2000          | The Perfect Storm                                        | Capt. Darryl Ennis           |                                                           |
| 2001          | One Eyed King                                            | Chuck                        |                                                           |
| 2003          | L.A. Confidential                                        | Oficial Bud White            | Película de Televisión                                    |
| 2003          | Chicken Party                                            | Actor/Policía                | Película corta                                            |
| 2003          | Law and Order: Special Victims Unit                      | Agente Especial Tim Donnovan | Serie de televisión: un episodio, temporada 5, episodio 4 |
| 2004          | NYPD 2069                                                | Alex Franco/Alex Bolander    | Película de Televisión                                    |
| 2005          | Global Frequency                                         | Sean Flynn                   | Película de Televisión                                    |
| 2005          | Show & Tell                                              | Oficial Henderson            | Película corta                                            |
| 2005          | Bones                                                    | Michael Stires               | Serie de televisión: un episodio, temporada 1, episodio 8 |
| 2006          | Surrender Dorothy                                        | Peter                        | Película de Televisión                                    |
| 2007          | The Insatiable                                           | Chet                         |                                                           |
|               | Ghost Whisperer                                          | Shane Carson                 | Un episodio, temporada 3, episodio 4                      |
| 2008          | Pretty Ugly People                                       | George                       |                                                           |
| 2008          | The Spirit of '76: The Making of Swingtown               | Roger Thompson               | Película corta                                            |
| 2008          | Have a Nice Revolution: Sex & Morality in 1970's America | Roger Thompson               | Película corta                                            |
| 2009          | 12 Men of Christmas                                      | Will Albrecht                | Película de Televisión                                    |
| 2009          | Cougar Town                                              | Grayson Ellis                | Serie de televisión                                       |
| 2010          | Lebanon, Pa.                                             | Will                         |                                                           |
| 2014          | Get on Up                                                | Ralph Bass                   |                                                           |
| 2015-presente | Quantico (serie de televisión)                           | Liam O'Connor                |                                                           |